# Kim Young-kwang
Kim Young-kwang (김영광?, 金永光?; Goheung, 28 giugno 1983) è un ex calciatore sudcoreano, di ruolo portiere.

## Palmarès

### Club

#### Competizioni internazionali
- AFC Champions League: 1

Ulsan Hyundai: 2012